# بابارديله
بَبَردِلَّة (بالإيطالية: Pappardelle)‏ هي معكرونة نودلز مسطحة وعريضة جداً، تشبه معكرونة فيتوتشيني العريضة. اسمها مشتق من الفعل الإيطالي باباره (pappare) ويعني «ليقوم بالالتهام». الأنواع الطازجة منها يكون عرضها حوالي اثنين إلى ثلاثة سنتيمترات (3⁄4-1 بوصة)، و لها حواف معكوفة قليلاً. أما المجففة بالبيض منها فتكون جوانبها مستقيمة. موطن المعكرونة هذه هي منطقة توسكانا.

## وصلات خارجية
- بابارديلي (عرض الشرائح), الطعام والنبيذ